# Renato Dall'Ara (regista)
Renato Dall'Ara (Rovigo, 11 aprile 1924 – Rovigo, 1982) è stato un regista e sceneggiatore italiano.

## Biografia
Renato Dall'Ara è un regista e sceneggiatore dal 1960 quando realizza il suo primo lungometraggio Mobby Jackson da lui scritto e prodotto.  
Nel 1961 scrive e dirige il film Scano Boa ispirato al romanzo omonimo dello scrittore polesano Gian Antonio Cibotto e ad un fatto di cronaca.  
Nel 1966 scrive e dirige il film La sterba – Quando la pelle brucia.
Nel 1969 ha scritto e diretto il suo ultimo lungometraggio Mercanti di vergini.

## Filmografia

### Regia e sceneggiatore
- Mobby Jackson (1960)
- Scano Boa (1961)
- Quando la pelle brucia (1966)
- Mercanti di vergini (1969)[4]

### Regia
- Il corsaro della torture (1960) – film TV